# Guldlejonet
Guldlejonet (italienska: Leone d'Oro) är det finaste priset som delas ut för bästa film vid filmfestivalen i Venedig, som är en del av Venedigbiennalen.
Priset delas ut vid de olika Venedigfestivalerna. Priset för film har delats ut sedan 1949. Föregångare till Guldlejonet var Mussolinipokalen som delades ut 1934–1942 och Venedigs stora internationella pris som delades ut 1947–1948. Åren 1949–1953 hette priset Sankt Markuslejonet, efter symbolen för Venedig. Inga Guldlejon delades ut mellan 1969 och 1979.

## Vinnare
*betecknar första vinsten för landet.
| År         | Svensk titel                                       | Originaltitel                                      | Regissör               | Land                                       |
| ---------- | -------------------------------------------------- | -------------------------------------------------- | ---------------------- | ------------------------------------------ |
| 1949       | Manon                                              | Manon                                              | Henri-Georges Clouzot  | * Frankrike                                |
| 1950       | Rättvisa har skipats                               | Justice est faite                                  | André Cayatte          | Frankrike                                  |
| 1951       | Demonernas port                                    | Rashōmon                                           | Akira Kurosawa         | * Japan                                    |
| 1952       | Förbjuden lek                                      | Jeux interdits                                     | René Clément           | Frankrike                                  |
| 1953       | Inget pris                                         | Inget pris                                         | Inget pris             | Inget pris                                 |
| 1954       | Romeo och Julia                                    | Giulietta e Romeo                                  | Renato Castellani      | * Italien                                  |
| 1955       | Ordet                                              | Ordet                                              | Carl Theodor Dreyer    | * Danmark                                  |
| 1956       | Inget pris                                         | Inget pris                                         | Inget pris             | Inget pris                                 |
| 1957       | Den obesegrade                                     | Aparajito                                          | Satyajit Ray           | * Indien                                   |
| 1958       | Mannen från gatan                                  | Muhomatsu no issho                                 | Hiroshi Inagaki        | Japan                                      |
| 1959       | Generalen (oavgjort)                               | Il generale della Rovere                           | Roberto Rossellini     | Italien                                    |
| 1959       | Det stora kriget (oavgjort)                        | La grande guerra                                   | Mario Monicelli        | Italien                                    |
| 1960       | Krigsfångarna                                      | Le Passage du Rhin                                 | André Cayatte          | Frankrike                                  |
| 1961       | I fjol i Marienbad                                 | L'Année dernière à Marienbad                       | Alain Resnais          | Frankrike                                  |
| 1962       | Bröderna (oavgjort)                                | Cronaca familiare                                  | Valerio Zurlini        | Italien                                    |
| 1962       | Ivans barndom (oavgjort)                           | Ivanovo detstvo                                    | Andrej Tarkovskij      | * Sovjetunionen                            |
| 1963       | Våldförd stad                                      | Le mani sulla città                                | Francesco Rosi         | Italien                                    |
| 1964       | Den röda öknen                                     | Il deserto rosso                                   | Michelangelo Antonioni | Italien                                    |
| 1965       | Karlavagnens bleka stjärnor                        | Vaghe stelle dell'Orsa                             | Luchino Visconti       | Italien                                    |
| 1966       | Slaget om Alger                                    | La battaglia di Algeri                             | Gillo Pontecorvo       | Italien                                    |
| 1967       | Belle de jour – dagfjärilen                        | Belle de jour                                      | Luis Buñuel            | Frankrike                                  |
| 1968       | Artisterna i cirkuskupolen: Rådlösa                | Die Artisten in der Zirkuskuppel: Ratlos           | Alexander Kluge        | * Västtyskland                             |
| 1969– 1979 | Inget pris                                         | Inget pris                                         | Inget pris             | Inget pris                                 |
| 1980       | Atlantic City, U.S.A. (oavgjort)                   | Atlantic City                                      | Louis Malle            | * Kanada/ Frankrike                        |
| 1980       | Gloria (oavgjort)                                  | Gloria                                             | John Cassavetes        | * USA                                      |
| 1981       | Två tyska systrar                                  | Die Bleierne Zeit                                  | Margarethe von Trotta  | Västtyskland                               |
| 1982       | Sakernas tillstånd                                 | Der Stand der Dinge                                | Wim Wenders            | Västtyskland                               |
| 1983       | Förnamn Carmen                                     | Prénom Carmen                                      | Jean-Luc Godard        | Frankrike                                  |
| 1984       | Den tysta solens år                                | Rok spokojnego słońca                              | Krzysztof Zanussi      | * Polen                                    |
| 1985       | Vagabond                                           | Sans toit ni loi                                   | Agnès Varda            | Frankrike                                  |
| 1986       | Den gröna strålen                                  | Le Rayon vert                                      | Éric Rohmer            | Frankrike                                  |
| 1987       | Vi ses igen, barn                                  | Au revoir, les enfants                             | Louis Malle            | Frankrike                                  |
| 1988       | La leggenda del santo bevitore                     | La leggenda del santo bevitore                     | Ermanno Olmi           | Italien                                    |
| 1989       | Sorgens stad                                       | Bei qing cheng shi                                 | Hou Hsiao-Hsien        | * Taiwan                                   |
| 1990       | Rosencrantz och Gyllenstjärna är döda              | Rosencrantz & Guildenstern Are Dead                | Tom Stoppard           | * Storbritannien/ USA                      |
| 1991       | Urga                                               | Urga                                               | Nikita Michalkov       | Sovjetunionen                              |
| 1992       | Berättelsen om Qiu Ju                              | Qiu Ju da guan si                                  | Zhang Yimou            | * Kina                                     |
| 1993       | Short Cuts (oavgjort)                              | Short Cuts                                         | Robert Altman          | USA                                        |
| 1993       | Frihet - den blå filmen (oavgjort)                 | Trois couleurs: Bleu                               | Krzysztof Kieślowski   | Frankrike/ Polen                           |
| 1994       | Länge leve kärleken! (oavgjort)                    | Ai qing wan sui                                    | Tsai Ming-liang        | Taiwan                                     |
| 1994       | Innan regnet faller (oavgjort)                     | Before the Rain                                    | Milčo Mančevski        | * Makedonien                               |
| 1995       | Cyclo                                              | Xich lo                                            | Tran Anh Hung          | Frankrike/* Vietnam                        |
| 1996       | Michael Collins                                    | Michael Collins                                    | Neil Jordan            | * Irland                                   |
| 1997       | Hana-bi                                            | Hana-bi                                            | Takeshi Kitano         | Japan                                      |
| 1998       | Così ridevano                                      | Così ridevano                                      | Gianni Amelio          | Italien                                    |
| 1999       | Vikarien                                           | Yi ge dou bu neng shao                             | Zhang Yimou            | Kina                                       |
| 2000       | Cirkeln                                            | Dayereh                                            | Jafar Panahi           | * Iran                                     |
| 2001       | Monsunbröllop                                      | Monsoon Wedding                                    | Mira Nair              | Indien/ USA/ Italien/ Frankrike/* Tyskland |
| 2002       | Magdalenasystrarna                                 | The Magdalene Sisters                              | Peter Mullan           | Irland                                     |
| 2003       | Återkomsten                                        | Vozvrasjtjenije                                    | Andrej Zvjagintsev     | * Ryssland                                 |
| 2004       | Vera Drake                                         | Vera Drake                                         | Mike Leigh             | Storbritannien                             |
| 2005       | Brokeback Mountain                                 | Brokeback Mountain                                 | Ang Lee                | USA                                        |
| 2006       | Stilla liv                                         | Sanxia haoren                                      | Jia Zhangke            | Kina                                       |
| 2007       | Lust, Caution                                      | Se, jie                                            | Ang Lee                | USA/ Kina / Taiwan                         |
| 2008       | The Wrestler                                       | The Wrestler                                       | Darren Aronofsky       | USA                                        |
| 2009       | Lebanon                                            | Lebanon                                            | Samuel Maoz            | * Israel                                   |
| 2010       | Somewhere                                          | Somewhere                                          | Sofia Coppola          | USA                                        |
| 2011       | Faust                                              | Faust                                              | Aleksandr Sokurov      | Ryssland                                   |
| 2012       | Pietà                                              | Pietà                                              | Kim Ki-duk             | * Sydkorea                                 |
| 2013       | Sacro GRA                                          | Sacro GRA                                          | Gianfranco Rosi        | Italien                                    |
| 2014       | En duva satt på en gren och funderade på tillvaron | En duva satt på en gren och funderade på tillvaron | Roy Andersson          | * Sverige                                  |
| 2015       | Stulna blickar                                     | Desde allá                                         | Lorenzo Vigas          | * Venezuela                                |
| 2016       | The Woman Who Left                                 | Ang babaeng humayo                                 | Lav Diaz               | * Filippinerna                             |
| 2017       | The Shape of Water                                 | The Shape of Water                                 | Guillermo del Toro     | USA                                        |
| 2018       | Roma                                               | Roma                                               | Alfonso Cuarón         | * Mexiko                                   |
| 2019       | Joker                                              | Joker                                              | Todd Phillips          | USA                                        |
| 2020       | Nomadland                                          | Nomadland                                          | Chloé Zhao             | USA                                        |
| 2021       | Omständigheter                                     | L'Événement                                        | Audrey Diwan           | Frankrike                                  |
| 2022       | All the Beauty and the Bloodshed                   | All the Beauty and the Bloodshed                   | Laura Poitras          | USA                                        |
| 2023       | Poor Things                                        | Poor Things                                        | Yorgos Lanthimos       | Irland/ Storbritannien/ USA                |